# Eeyou Istchee
Eeyou Istchee (en cri : ᐄᔨᔫ ᐊᔅᒌ, « La terre du peuple ») est un territoire équivalent situé dans la région administrative du Nord-du-Québec, au Québec. Il s'agit de la portion du territoire québécois réservé à la nation autochtone des Cris de l'Est.
Il est représenté par le Grand Conseil des Cris et est gouverné par le Gouvernement de la nation crie. 

## Description
Eeyou Istchee est constitué de plusieurs communautés éparses principalement enclavées dans le territoire équivalent de Jamésie, plus précisément dans la municipalité d'Eeyou Istchee Baie-James, qui forme le plus grand territoire municipal du Québec et possiblement au monde. La superficie totale de ces communautés est de 5 586 km2. La population totale d'Eeyou Istchee s'élève à 17 141 personnes lors du recensement canadien de 2016. Sa plus grande communauté est Chisasibi, sur la rive sud de rivière La Grande, près de la rive nord-est de la baie James.
Eeyou Istchee est créé le 30 novembre 2007. Son territoire faisait auparavant partie  de la Jamésie. 
Eeyou Istchee comprend également la terre réservée Whapmagoostui et le village cri du même nom. Ce sont les seules municipalités du Québec au nord du 55e parallèle qui sont au Nunavik mais qui n'appartiennent pas à Kativik.
Avec la Jamésie et Kativik, ils forment la région et la division de recensement du Nord-du-Québec.

## Géographie
Le territoire d'Eeyou Istchee est constitué des terres de catégorie IA et IB établies par la Convention de la Baie-James et du Nord québécois et se trouve à être administré par le Gouvernement de la nation crie. Il est composé de neuf terres réservées cries et de huit municipalités de village cri qui circonscrivent huit de ces terres réservées.  
Il est à noter que, malgré leur nom, c'est sur le territoire des terres réservées cries que se trouvent les zones urbanisées des villages d'Eeyou Istchee. Les municipalités de village cri ne sont dotées d'aucune infrastructure publique permanente.  
Les terres réservées cries et les municipalités de village cri d'Eeyou Istchee du même nom sont :
| Terre réservée crie | Municipalité de village cri |
| ------------------- | --------------------------- |
| Chisasibi           | Chisasibi                   |
| Eastmain            | Eastmain                    |
| Oujé-Bougoumou      | aucune                      |
| Mistissini          | Mistissini                  |
| Nemaska             | Nemaska                     |
| Waskaganish         | Waskaganish                 |
| Waswanipi           | Waswanipi                   |
| Wemindji            | Wemindji                    |
| Whapmagoostui       | Whapmagoostui               |

## Langues
À Eeyou Istchee, selon l'Institut de la statistique du Québec, la langue la plus parlée le plus souvent à la maison en 2011 sur une population de 16 320 habitants, est le cri de l'Est à 84,83 %, l'anglais à 11,37 % et le français à 2,39 %.

## Projets miniers
En 2014, le Gouvernement du Québec organise une série d’audiences publiques afin de décider s’il faut permettre aux sociétés minières de commencer à extraire l’uranium des gisements d’Eeyou Istchee et d’autres régions du Québec.